# وچریک
وچریک (به لاتین: Vechrik) یک منطقهٔ مسکونی در روسیه است که در داغستان واقع شده‌است.